# Port lotniczy Casas Nuevas
Port lotniczy Casas Nuevas (hiszp.: Aeropuerto Casas Nuevas) – salwadorski port lotniczy, znajdujący się w miejscowości Jiquilisco.